# 阿倫角
83°33′S 171°0′E / 83.550°S 171.000°E
阿倫角（英語：Cape Allen），是南極洲的海岬，位於沙克爾頓海岸，處於霍普山西南面6公里，由英國探險隊發現，該海岬現時由南極條約體系管理。